# Saint-Julien-en-Champsaur
Pour les articles homonymes, voir Saint-Julien.
Saint-Julien-en-Champsaur est une commune française située dans le département des Hautes-Alpes, en région Provence-Alpes-Côte d'Azur.

## Géographie
Saint-Julien-en-Champsaur est située au cœur du Champsaur, sur la rive droite du Drac, sur les pentes du Pic Queyrel, au sud-ouest du massif du Vieux Chaillol.

### Hydrographie
Outre le Drac et le torrent de Buissard, qui bordent la commune au sud et à l'est, Saint-Julien n'est arrosée que par quelques petits torrents, dont le principal est le torrent des Granges, qui traverse la commune du nord au sud et se jette dans le Buissard à la hauteur de Saint-Julien.

### Climat
Pour des articles plus généraux, voir Climat de Provence-Alpes-Côte d'Azur et Climat des Hautes-Alpes.
En 2010, le climat de la commune est de type climat des marges montargnardes, selon une étude du Centre national de la recherche scientifique s'appuyant sur une série de données couvrant la période 1971-2000. En 2020, Météo-France publie une typologie des climats de la France métropolitaine dans laquelle la commune est exposée à un climat de montagne ou de marges de montagne et est dans la région climatique Alpes du sud, caractérisée par une pluviométrie annuelle de 850 à 1 000 mm, minimale en été.
Pour la période 1971-2000, la température annuelle moyenne est de 8,5 °C, avec une amplitude thermique annuelle de 17 °C. Le cumul annuel moyen de précipitations est de 1 061 mm, avec 8,1 jours de précipitations en janvier et 6 jours en juillet. Pour la période 1991-2020, la température moyenne annuelle observée sur la station météorologique de Météo-France la plus proche, « Saint-Bonnet Champsaur », sur la commune de Saint-Bonnet-en-Champsaur à 5 km à vol d'oiseau, est de 8,9 °C et le cumul annuel moyen de précipitations est de 1 085,8 mm. 
La température maximale relevée sur cette station est de 35 °C, atteinte le 28 juillet 2005 ; la température minimale est de −19 °C, atteinte le 12 janvier 1987,,.
Les paramètres climatiques de la commune ont été estimés pour le milieu du siècle (2041-2070) selon différents scénarios d'émission de gaz à effet de serre à partir des nouvelles projections climatiques de référence DRIAS-2020. Ils sont consultables sur un site dédié publié par Météo-France en novembre 2022.

### Communes limitrophes

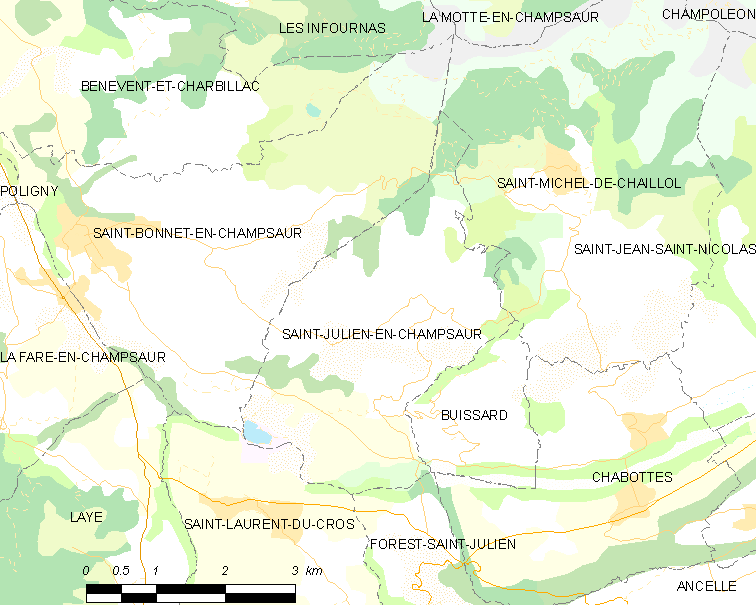
Carte schématique de Saint-Julien et communes avoisinantes.

- Saint-Bonnet-en-Champsaur à l'ouest
- Saint-Michel-de-Chaillol au nord-est
- Buissard au sud-est, de l'autre côté du torrent de Buissard
- Forest-Saint-Julien et Saint-Laurent-du-Cros au sud, sur la rive gauche du Drac.

### Communications
La route départementale 945 reliant Saint-Bonnet à Chabottes passe au pied de Saint-Julien, tandis que la départementale 43, reliant Saint-Bonnet à Chaillol, transite par les trois hameaux supérieurs. Deux routes secondaires montent de la « nationale » au chef-lieu, s'y croisent, et poursuivent en direction des hameaux. De Saint-Julien, la D 15 se dirige vers Buissard en traversant le torrent de Buissard.
Un seul pont permet de traverser le Drac, à la pointe sud-est de la commune, en direction de Forest-Saint-Julien et Pont-de-Frappe.

### Lieudits et hameaux
L'habitat est, comme dans tout le Champsaur, groupé en hameaux : le chef-lieu, le plus important, se situe au sud-est de la commune, à 1 100 mètres d'altitude ; le Chanet, Chantaussel et les Combettes, plus au nord, entre 1 200 et 1 300 mètres.
La partie basse de la commune, autour de la grand-route, ne comporte que peu d'habitations.

## Urbanisme

### Typologie
Au 1er janvier 2024, Saint-Julien-en-Champsaur est catégorisée commune rurale à habitat dispersé, selon la nouvelle grille communale de densité à 7 niveaux définie par l'Insee en 2022.
Elle est située hors unité urbaine. Par ailleurs la commune fait partie de l'aire d'attraction de Gap, dont elle est une commune de la couronne,. Cette aire, qui regroupe 73 communes, est catégorisée dans les aires de 50 000 à moins de 200 000 habitants,.

### Occupation des sols
L'occupation des sols de la commune, telle qu'elle ressort de la base de données européenne d’occupation biophysique des sols Corine Land Cover (CLC), est marquée par l'importance des territoires agricoles (78,2 % en 2018), en diminution par rapport à 1990 (79,4 %). La répartition détaillée en 2018 est la suivante : 
zones agricoles hétérogènes (39,7 %), prairies (23 %), terres arables (15,5 %), forêts (15,1 %), milieux à végétation arbustive et/ou herbacée (5,5 %), espaces verts artificialisés, non agricoles (1,2 %).
L'évolution de l’occupation des sols de la commune et de ses infrastructures peut être observée sur les différentes représentations cartographiques du territoire : la carte de Cassini (XVIIIe siècle), la carte d'état-major (1820-1866) et les cartes ou photos aériennes de l'IGN pour la période actuelle (1950 à aujourd'hui).

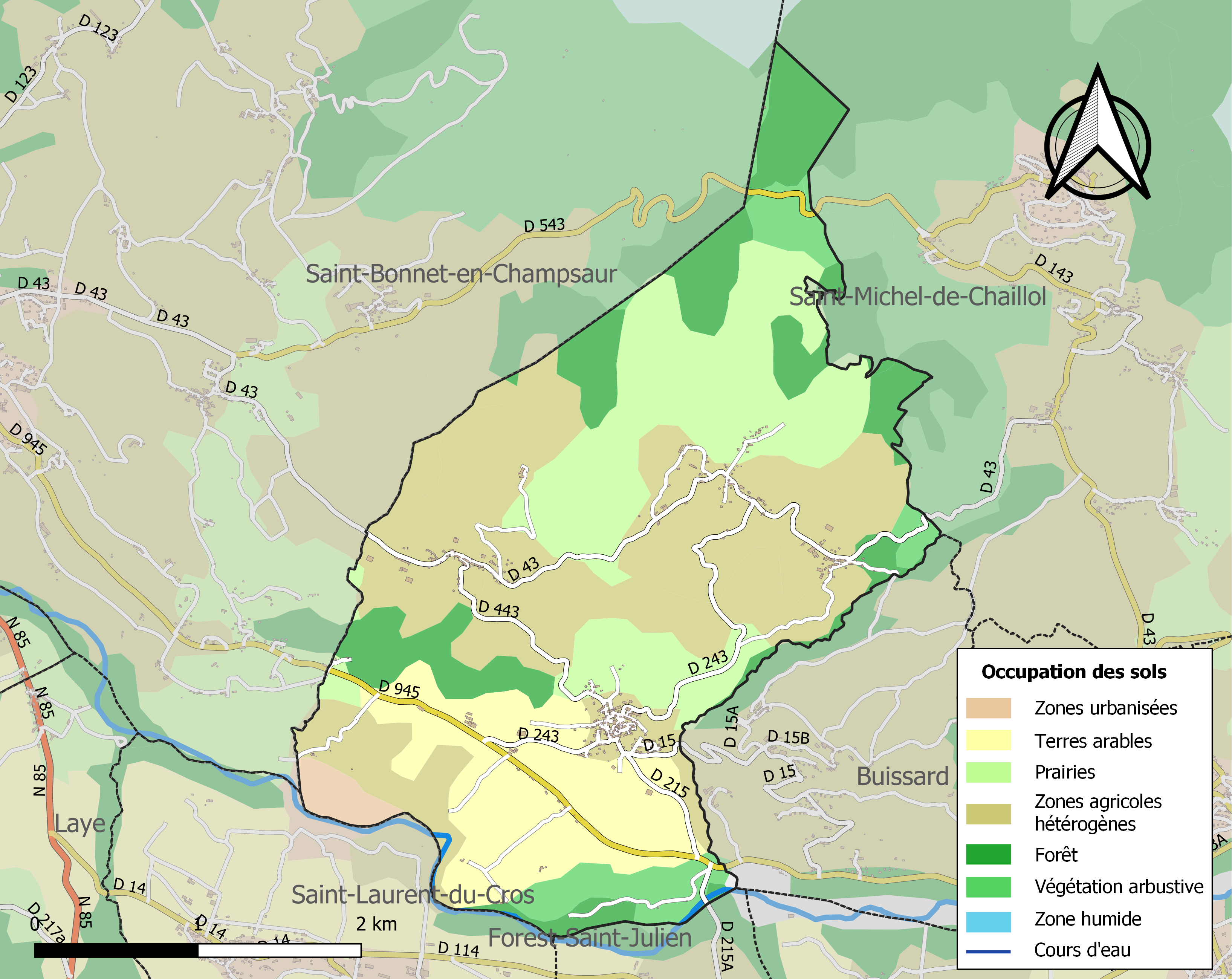
Carte de l'occupation des sols de la commune en 2018 (CLC).

## Toponymie
Le nom de la localité se retrouve sous la forme latine Sanctus Julianus en 1152, Sanctus Julianus de Buyssardo en 1296, Sanctus Julianus de Camposauro en 1490.
Sant-Julian-de-Champsaur en occitan vivaro-alpin.
Plusieurs saints chrétiens s'appelaient Julien. On ne peut pas déterminer le saint concerné.

## Histoire

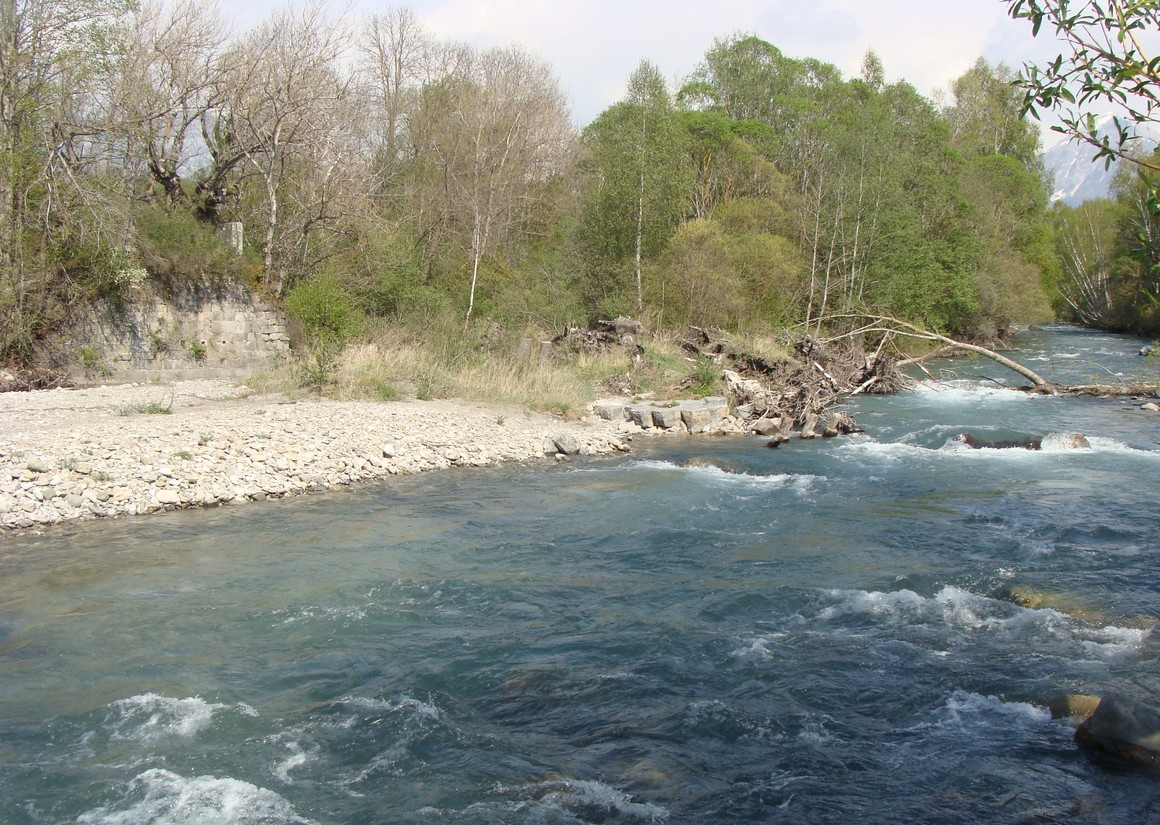
Les vestiges du vieux pont sur le Drac.

À la fin du Moyen Âge,la paroisse de Saint-Julien s'étendait sur les deux rives du Drac. Le chef-lieu était comme actuellement sur la rive droite, et la rive gauche constituait le forest, nom local donné aux pâturages communaux et, par extension, aux hameaux qui se constituaient autour de ces pâturages. Les habitants du forest de Saint-Julien n'appréciaient guère de devoir traverser la vallée chaque fois qu'ils avaient affaire à la paroisse. Lorsqu'il y avait un mort, il fallait le descendre jusqu'au Drac par un mauvais chemin, le franchir (avec difficulté, les ponts étant fragiles, et souvent emportés par le torrent), puis le monter jusqu'au cimetière paroissial.
À la Révolution, les habitants de la rive gauche obtiennent le statut de commune, et Forest-Saint-Julien eut à partir de 1805 son église et son cimetière.
Le pont situé depuis le XIIe siècle en face de Saint-Laurent-du-Cros est définitivement emporté en 1928, laissant la place au « pont blanc » actuel, construit à deux kilomètres en amont.

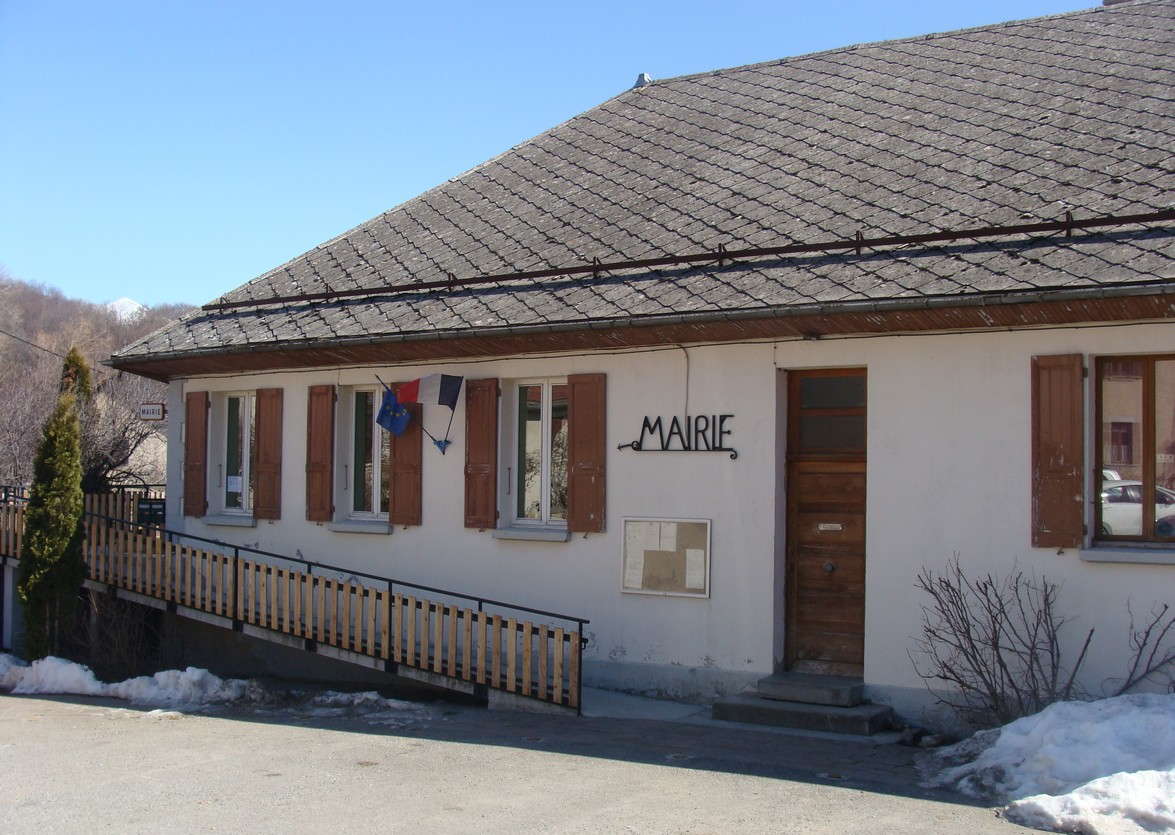
La mairie de Saint-Julien.

## Politique et administration
| Période                                  | Période   | Identité         | Étiquette | Qualité                                   |
| ---------------------------------------- | --------- | ---------------- | --------- | ----------------------------------------- |
| Les données manquantes sont à compléter. |           |                  |           |                                           |
| mars 2001                                | mars 2008 | Claude Pellegrin |           |                                           |
| mars 2008                                | mars 2014 | Daniel Arnaud    |           |                                           |
| mars 2014                                | En cours  | Denis Gosselin,  |           | Ingénieur ou cadre technique d'entreprise |

## Démographie
L'évolution du nombre d'habitants est connue à travers les recensements de la population effectués dans la commune depuis 1793. Pour les communes de moins de 10 000 habitants, une enquête de recensement portant sur toute la population est réalisée tous les cinq ans, les populations de référence des années intermédiaires étant quant à elles estimées par interpolation ou extrapolation. Pour la commune, le premier recensement exhaustif entrant dans le cadre du nouveau dispositif a été réalisé en 2008.

En 2022, la commune comptait 379 habitants, en évolution de +5,87 % par rapport à 2016 (Hautes-Alpes : +0,4 %, France hors Mayotte : +2,11 %).
| 1793 | 1800 | 1806 | 1821 | 1831 | 1836 | 1841 | 1846 | 1851 |
| ---- | ---- | ---- | ---- | ---- | ---- | ---- | ---- | ---- |
| 657  | 601  | 723  | 655  | 678  | 660  | 649  | 646  | 646  |

| 1856 | 1861 | 1866 | 1872 | 1876 | 1881 | 1886 | 1891 | 1896 |
| ---- | ---- | ---- | ---- | ---- | ---- | ---- | ---- | ---- |
| 642  | 630  | 601  | 600  | 554  | 553  | 556  | 522  | 544  |

| 1901 | 1906 | 1911 | 1921 | 1926 | 1931 | 1936 | 1946 | 1954 |
| ---- | ---- | ---- | ---- | ---- | ---- | ---- | ---- | ---- |
| 495  | 504  | 445  | 441  | 436  | 458  | 420  | 396  | 383  |

| 1962 | 1968 | 1975 | 1982 | 1990 | 1999 | 2006 | 2008 | 2013 |
| ---- | ---- | ---- | ---- | ---- | ---- | ---- | ---- | ---- |
| 347  | 323  | 273  | 258  | 252  | 275  | 296  | 302  | 345  |

| 2018 | 2022 | - | - | - | - | - | - | - |
| ---- | ---- | - | - | - | - | - | - | - |
| 361  | 379  | - | - | - | - | - | - | - |

## Économie
L'agriculture est la principale activité de la commune. On y trouve principalement des élevages bovins (lait et allaitant) et ovins.
Saint-Julien n'est pas une station touristique, et ne possède qu'un équipement hôtelier, mais le voisinage offre de nombreuses possibilités d'activités tant en été (randonnées en moyenne et haute montagne, VTT, baignade au plan d'eau, pêche) qu'en hiver (les stations de Chaillol, Saint-Léger, Laye, Ancelle sont à moins de 10 kilomètres de Saint-Julien).
En 1985, la famille Pellegrin, originaire du hameau de Chantaussel, se lance dans la commercialisation des tourtons sous la marque Tourtons du Champsaur, qui a fortement contribué à faire connaître le tourton au-delà de sa région d'origine.

## Culture locale et patrimoine

### Lieux et monuments
- L'église paroissiale Saint-Julien de Saint-Julien-en-Champsaur, quelque peu originale : des contreforts extérieurs, un clocher-tour à quatre clochetons, un maître-autel en marbre sculpté, un fond de chœur lambrissé, etc. Elle est inscrite à l'Inventaire général du patrimoine culturel[22].

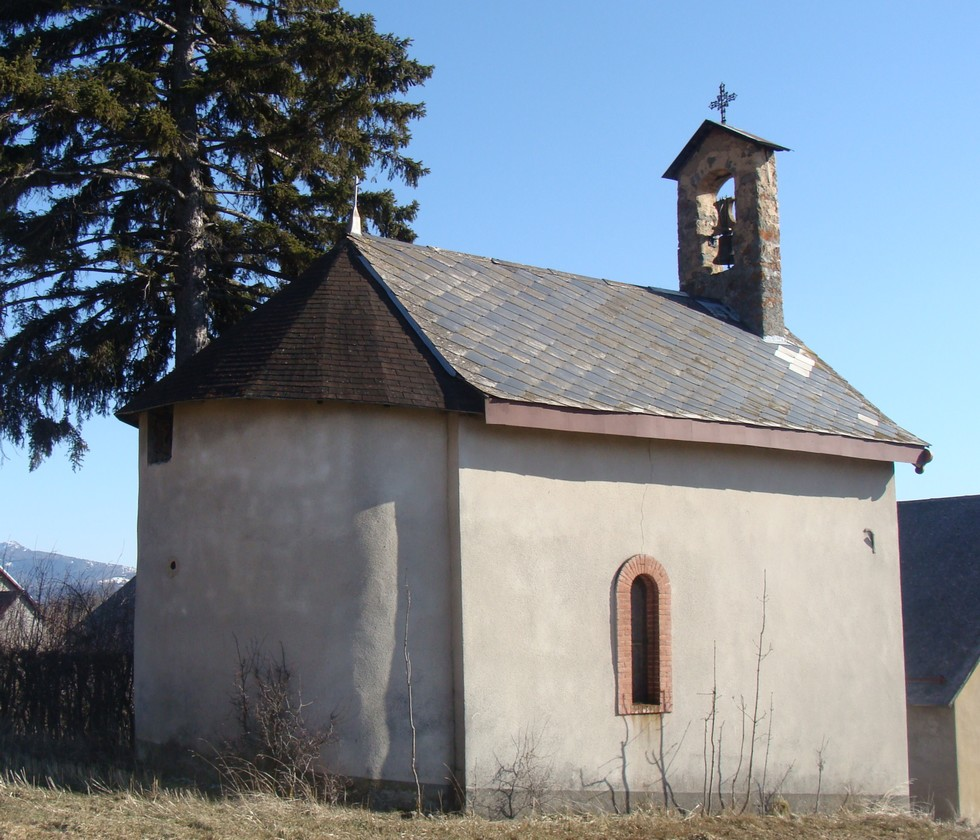
La chapelle du Chanet.

- Chapelle Saint-Paul des Combettes. Elle est inscrite à l'Inventaire général du patrimoine culturel[23].
- Chapelle Saint-Roch de Chantaussel.
- Chapelle Saint-Laurent du Chânet. Elle est inscrite à l'Inventaire général du patrimoine culturel[24].
- La source sulfureuse, en bord de route entre le Chanet et Chantaussel.
- Le « plan d'eau du Champsaur », base de loisirs et lieu de baignade aménagé en bordure du Drac.
- L'ancien canal de Mal-Cros et la ferme Coquette, tout en haut de la commune.
- Les vestiges de l'ancien pont sur le Drac, en face de Saint-Laurent-du-Cros.
- Le pont actuel, en forme de bow-string, dit « le Pont blanc », sur la route de Forest-Saint-Julien.
- Le Jardin de Grande Compassion.

### Personnalités liées à la commune
- La photographe américaine Vivian Maier a vécu une partie de son enfance à Saint-Julien avec sa mère Marie Jaussaud, née dans le village en 1897. Elle est ensuite revenue plusieurs fois en Champsaur au cours de sa vie.

### Héraldique
Pour un article plus général, voir Armorial des communes des Hautes-Alpes.
| Blason de Saint-Julien-en-Champsaur | Blason  | D'or à la couleuvre de sable, languée du même, posée en pal et ondoyante, au chef de gueules chargé d'une colombe d'argent. |
| Blason de Saint-Julien-en-Champsaur | Détails | Le statut officiel du blason reste à déterminer.                                                                            |